# Borja Iglesias
Borja Iglesias Quintas (Santiago de Compostela, 17 de janeiro de 1993) é um futebolista espanhol que atua como centroavante. Atualmente, joga pelo Celta de Vigo.

## Carreira

### Villarreal
Nascido em Santiago de Compostela, província de La Coruña, Iglesias começou a jogar futebol quando criança na escola primária local, até ser recrutado pelo SD Compostela aos 10 anos. Ele acabou se formando na formação juvenil do Villarreal CF após passagens pelo CD Roda e Valencia, iniciando sua carreira profissional em 2012 com o time C na Tercera División.

### Celta de Vigo
Iglesias ingressou no Celta de Vigo em 9 de julho de 2013, assinando um contrato de dois anos com opção por mais três e sendo designado para as reservas na Segunda División B. Em 3 de janeiro de 2015, ele fez sua estreia no time principal - e na La Liga - entrando como substituto aos 78 minutos de Santi Mina na derrota por 1 a 0 fora de casa contra o Sevilla.
Em 11 de dezembro de 2016, após marcar dois gols na derrota por 3 a 2 para o Caudal Deportivo, Iglesias se tornou o maior artilheiro de todos os tempos do Celta B com 53 gols, superando Goran Marić. Ele liderou a artilharia da terceira divisão com 32, sendo essencial para que seu time garantisse uma vaga no play-off.
Em 6 de julho de 2017, Iglesias foi emprestado ao clube da Segunda Divisão Real Zaragoza por um ano. Ele marcou seu primeiro gol pelo seu novo time em 27 de agosto, o empate em um pênalti em um empate em casa por 1 a 1 com o Granada. Além disso, ele marcou dois gols contra o Córdoba CF, Sevilla Atlético, Real Valladolid e Osasuna, para chegar a 15 gols em março e terminar a temporada como o terceiro maior artilheiro da divisão com 22. Mais cedo, em 24 de setembro, ele foi expulso pouco antes do intervalo em um empate por 1 a 1 com o Gimnàstic de Tarragona em La Romareda pelo que o árbitro considerou uma agressão ao goleiro Stole Dimitrievski.

### Espanyol
Em 9 de julho de 2018, Iglesias assinou um contrato de quatro anos com o RCD Espanyol com uma cláusula de rescisão de € 28 milhões. Ele fez sua estreia oficial pelo clube em 18 de agosto, começando em um empate em casa por 1 a 1 contra o ex-clube Celta. Em sua próxima aparição, ele ajudou os anfitriões a derrotar o Valencia CF por 2 a 0 depois de marcar com um erro de Cristiano Piccini no meio do segundo tempo.
Iglesias marcou três gols em duas partidas em uma vitória agregada de 7 a 1 sobre o Ungmennafélagið Stjarnan na segunda fase de qualificação da Liga Europa da UEFA no final de julho e início de agosto de 2019.

### Real Betis
Em 14 de agosto de 2019, Iglesias mudou-se para o Real Betis após concordar com um contrato de cinco anos por uma taxa de €28 milhões, reunindo-se com seu ex-técnico do Espanyol, Rubi. Ele lutou com apenas três gols quando o time terminou em 15º em sua campanha de estreia, e recebeu um cartão vermelho em 20 de fevereiro no final de um empate sem gols no CD Leganés por empurrar um técnico adversário. Em 2020-21, ele contribuiu com 13 gols - 11 na liga - para garantir uma vaga na Liga Europa.
Em 3 de março de 2022, na segunda partida das semifinais da Copa del Rey contra o Rayo Vallecano, Iglesias marcou nos acréscimos para garantir ao seu time um empate por 1 a 1 e uma vaga na final. Na partida decisiva em 23 de abril, ele marcou o gol de abertura de um empate por 1 a 1 com o Valencia, com seu time vencendo nos pênaltis; ele também liderou as tabelas individuais do torneio, e foi o jogador mais valioso da final.
Iglesias abriu a temporada 2022-23 com seis gols em seis jogos, ganhando o prêmio de Jogador do Mês da La Liga em agosto. Em 6 de novembro, ele e seu companheiro de equipe Nabil Fekir (assim como Gonzalo Montiel para o adversário) receberam cartões vermelhos diretos em um eventual empate em casa por 1 a 1 com o Sevilla no Dérbi da Andaluzia.
Iglesias marcou apenas duas vezes em 18 jogos na primeira parte de 2023-24, não conseguindo marcar na liga nacional. Em 27 de janeiro de 2024, ele foi emprestado ao clube da Bundesliga Bayer 04 Leverkusen até o final da campanha, com uma opção de compra relatada por €8 milhões; ele chegou para cobrir o lesionado Victor Boniface. Ele totalizou dez jogos durante sua passagem, ganhando uma dobradinha nacional, mas não conseguiu marcar no processo.
Em 19 de julho de 2024, Iglesias retornou ao Celta por empréstimo de uma temporada.

## Carreira internacional
Em setembro de 2022, Iglesias e Nico Williams foram convocados pela primeira vez para a seleção espanhola, antes dos jogos da Liga das Nações da UEFA com Suíça e Portugal. Ele fez sua estreia contra a Suíça, em uma derrota por 2 a 1 em Zaragoza. Apesar de seus 20 gols o tornarem o jogador nacional mais artilheiro do ano civil, ele foi esquecido para a Copa do Mundo FIFA de 2022 - o primeiro espanhol desde 1994 a estar nesta posição.
Em agosto de 2023, em resposta ao beijo não consensual do presidente da Real Federação Espanhola de Futebol Luis Rubiales, na meia espanhola Jennifer Hermoso durante a cerimônia de medalhas da Copa do Mundo Feminina, Iglesias anunciou que boicotaria jogar pela Espanha até que Rubiales renunciasse.

## Títulos

#### Real Betis
- Copa del Rey: 2021–22

#### Bayer Leverkusen
- Bundesliga: 2023–24[36]
- DFB–Pokal: 2023–24